# Metropolitana do Rio de Janeiro
Metropolitana do Rio de Janeiro is een van de zes mesoregio's van de Braziliaanse deelstaat Rio de Janeiro. Zij grenst aan de mesoregio's Baixadas Litorâneas, Centro Fluminense en Sul Fluminense. De mesoregio heeft een oppervlakte van ca. 10.222 km². In 2025 werd het inwoneraantal geschat op 13.600.000 inwoners.
Vijf microregio's behoren tot deze mesoregio:
- Itaguaí
- Macacu-Caceribu
- Rio de Janeiro
- Serrana
- Vassouras

Mesoregio's: Baixadas Litorâneas · Centro Fluminense · Metropolitana do Rio de Janeiro · Noroeste Fluminense · Norte Fluminense · Sul Fluminense

Microregio's: Bacia de São João · Baía da Ilha Grande · Barra do Piraí · Campos dos Goytacazes · Cantagalo-Cordeiro · Itaguaí · Itaperuna · Lagos · Macacu-Caceribu · Macaé · Nova Friburgo · Rio de Janeiro · Santa Maria Madalena · Santo Antônio de Pádua · Serrana · Três Rios · Vale do Paraíba Fluminense · Vassouras